# مانفريد آر. شرودر
مانفريد آر. شرودر (بالألمانية: Manfred Schroeder)‏ (و. 1926 – 2009 م) هو فيزيائي، ومهندس ألماني، ولد في آلن، كان عضوًا في معهد مهندسي الكهرباء والإلكترونيات، والأكاديمية الأمريكية للفنون والعلوم، وأكاديمية العلوم في غوتينغن، والأكاديمية الوطنية للهندسة، توفي عن عمر يناهز 83 عاماً.

## التعليم
تعلم في جامعة غوتينغن
.

## جوائز
حصل على جوائز منها:
- زمالة  الجمعية الصوتية الأمريكية ‏
- زمالة معهد مهندسي الكهرباء والإلكترونيات
- زمالة الأكاديمية الأمريكية للفنون والعلوم